# Неддеруд (стадіон)
«Неддеруд Стадіон» (норв. Nadderud Stadion) — багатофункціональний стадіон у місті Берум, Норвегія, домашня арена ФК «Стабек».
Стадіон побудований та відкритий 1961 року потужністю 1 400 глядачів. У 1996 році відкрито нову головну трибуну потужністю 2 900 осіб. 2009 року встановлено потужність арени 7 000 глядачів. 
Протягом 2009—2012 років домашньою ареною «Стабека» була «Telenor Arena», однак у 2012 році клуб повернувся на «Неддеруд Стадіон».